# 阿尔布河 (高莱茵)

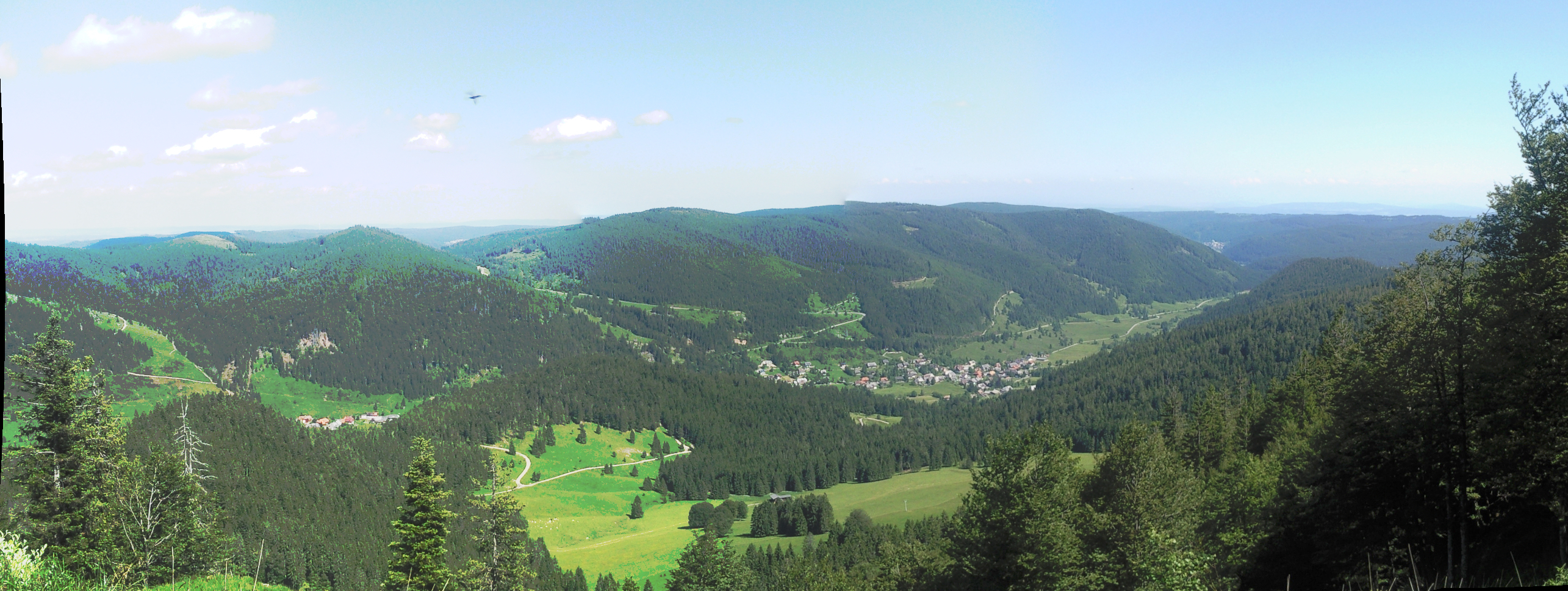

阿爾布河（德語：Alb，發音：[alp] ⓘ）是德國的河流，位於巴登-符騰堡州，屬於萊茵河的支流，河道全長42.8公里，流域面積241平方公里，河口處在阿爾布魯克，河畔城鎮有聖布拉辛。